# 계수나무
계수나무(桂樹--, 학명: Cercidiphyllum japonicum 케르키디필룸 야포니쿰[*], katsura)는 계수나무과의 낙엽성 활엽 교목이다. 중국과 일본이 원산지이며, 한국에서도 귀화종으로 자생한다.

## 쓰임
관상수로 심으며, 목재를 바둑판으로도 쓴다. 9월에 잎이 노랗게 물들면서 잎에서 달콤한 솜사탕 향기를 내뿜는데, 이 향기는 말톨로 인한 것이다.
계피는 녹나무속(Cinnamomum) 나무의 껍질로, 계수나무와는 관련 없다. 성경에 등장하는 계수나무도 이 계수나무가 아닌 실론육계로 계피란 이 실론육계에서 얻은 향신료이다.

## 문화
한국과 일본에는 달에 계수나무가 자란다는 설화가 있다. 이는 중국의 목서에 대한 전설이 넘어온 것인데, 중국에서는 목서를 ‘계수(桂樹)’라 부르기 때문에 혼동이 된 것이다.
윤극영의 《반달》에는 다음과 같은 구절이 나온다.
| “ | 계수나무 한 나무 토끼 한 마리 | ” |

## 사진

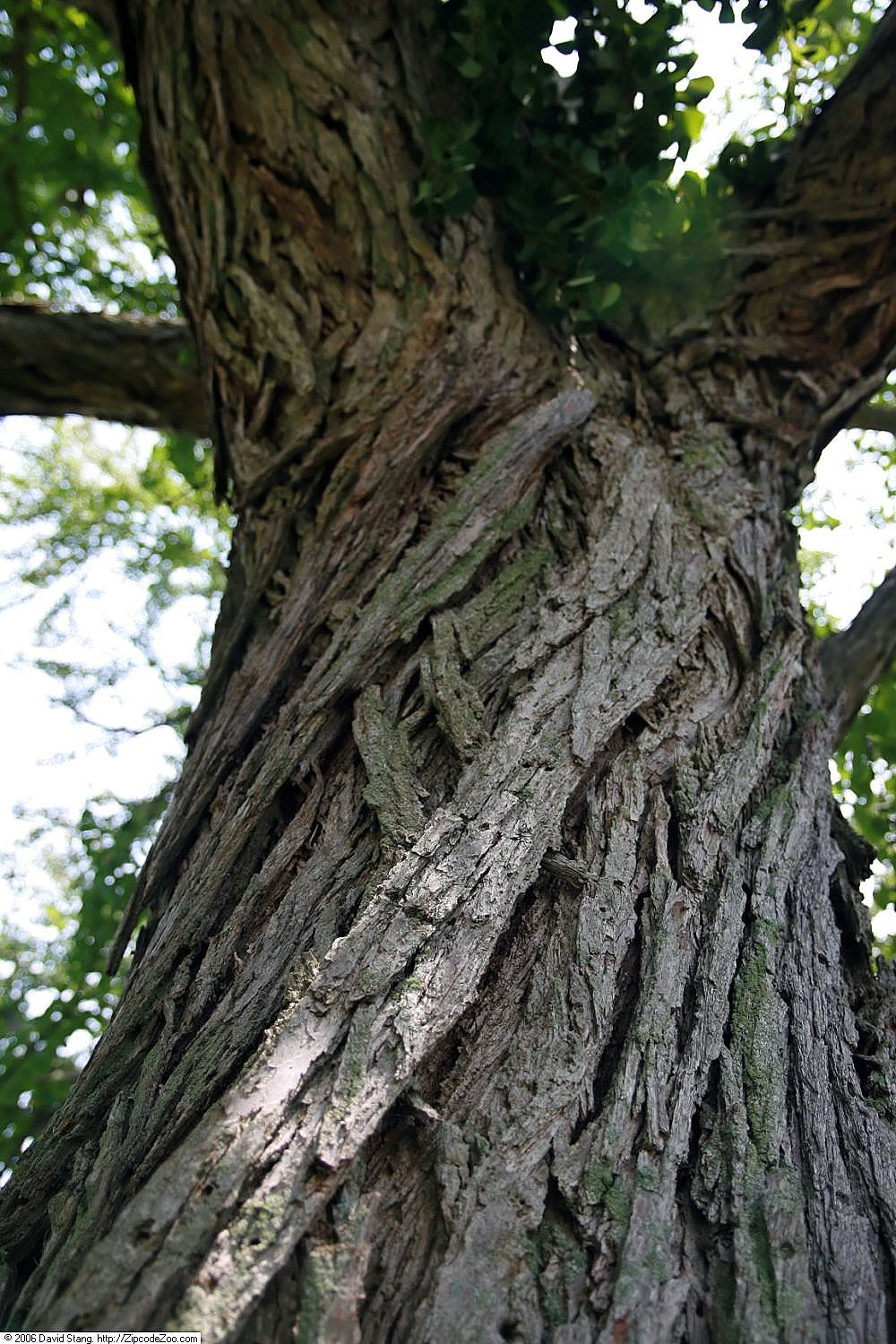
나무줄기와 가지
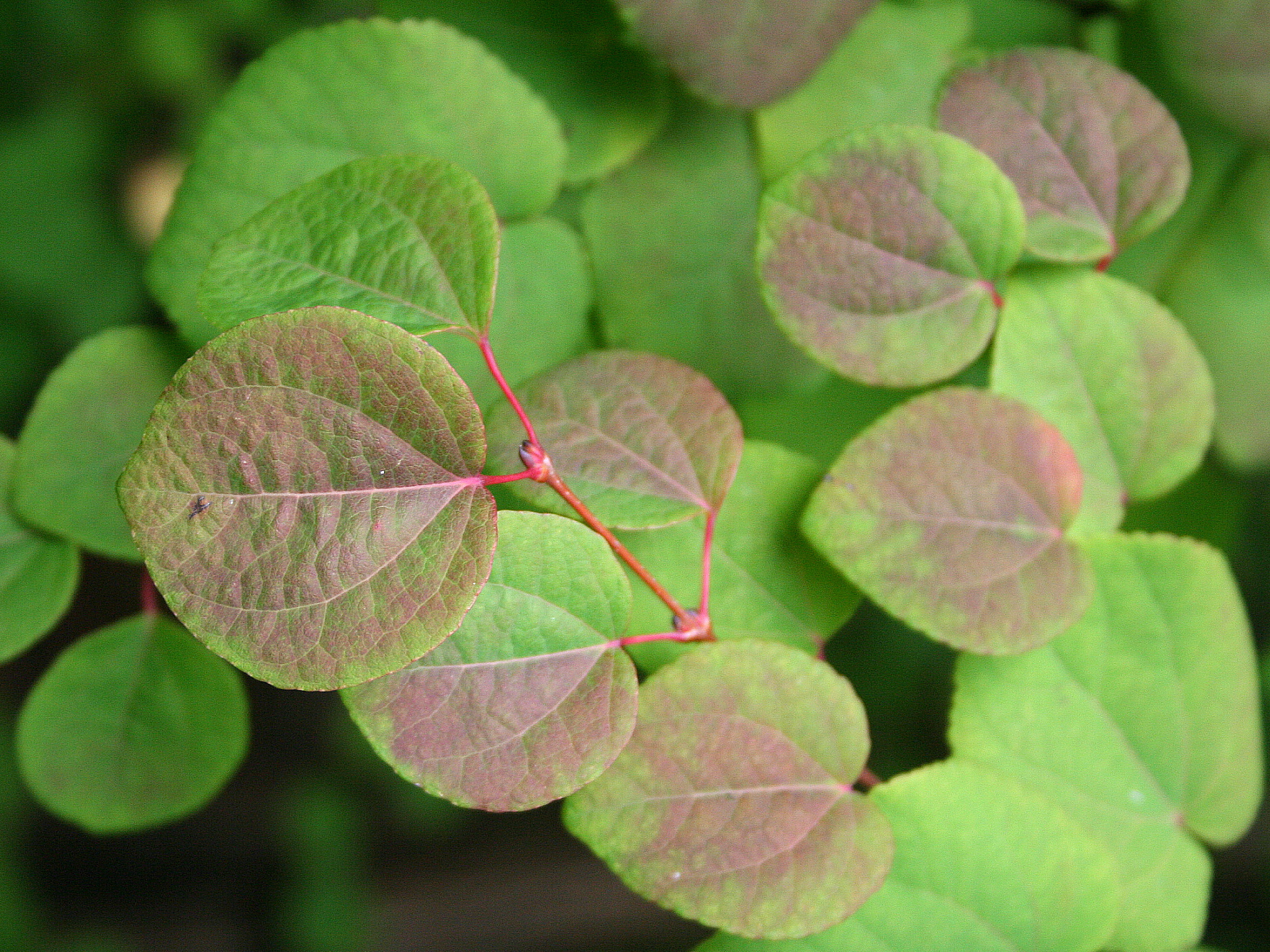
잎
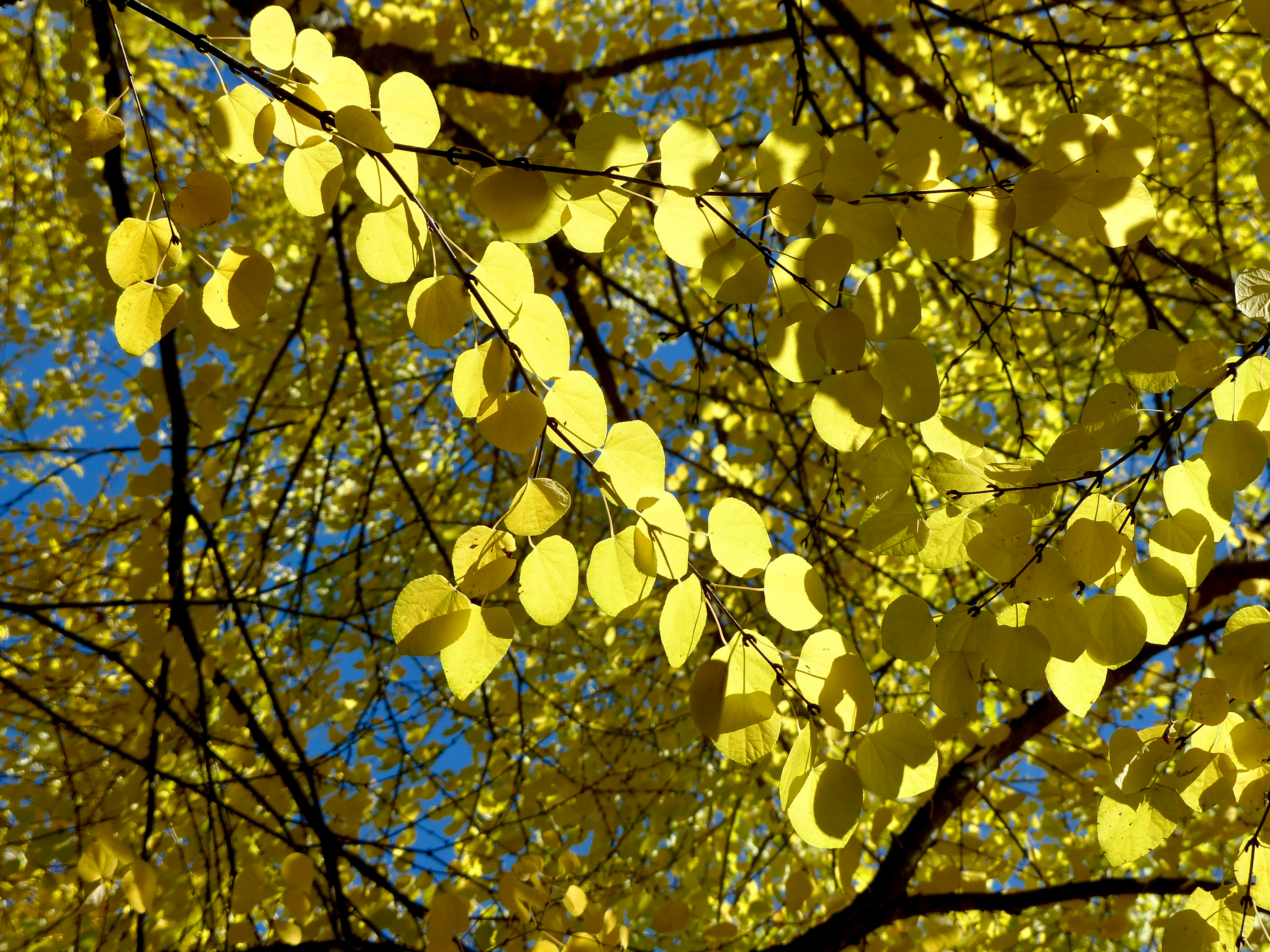
단풍이 든 노란 잎
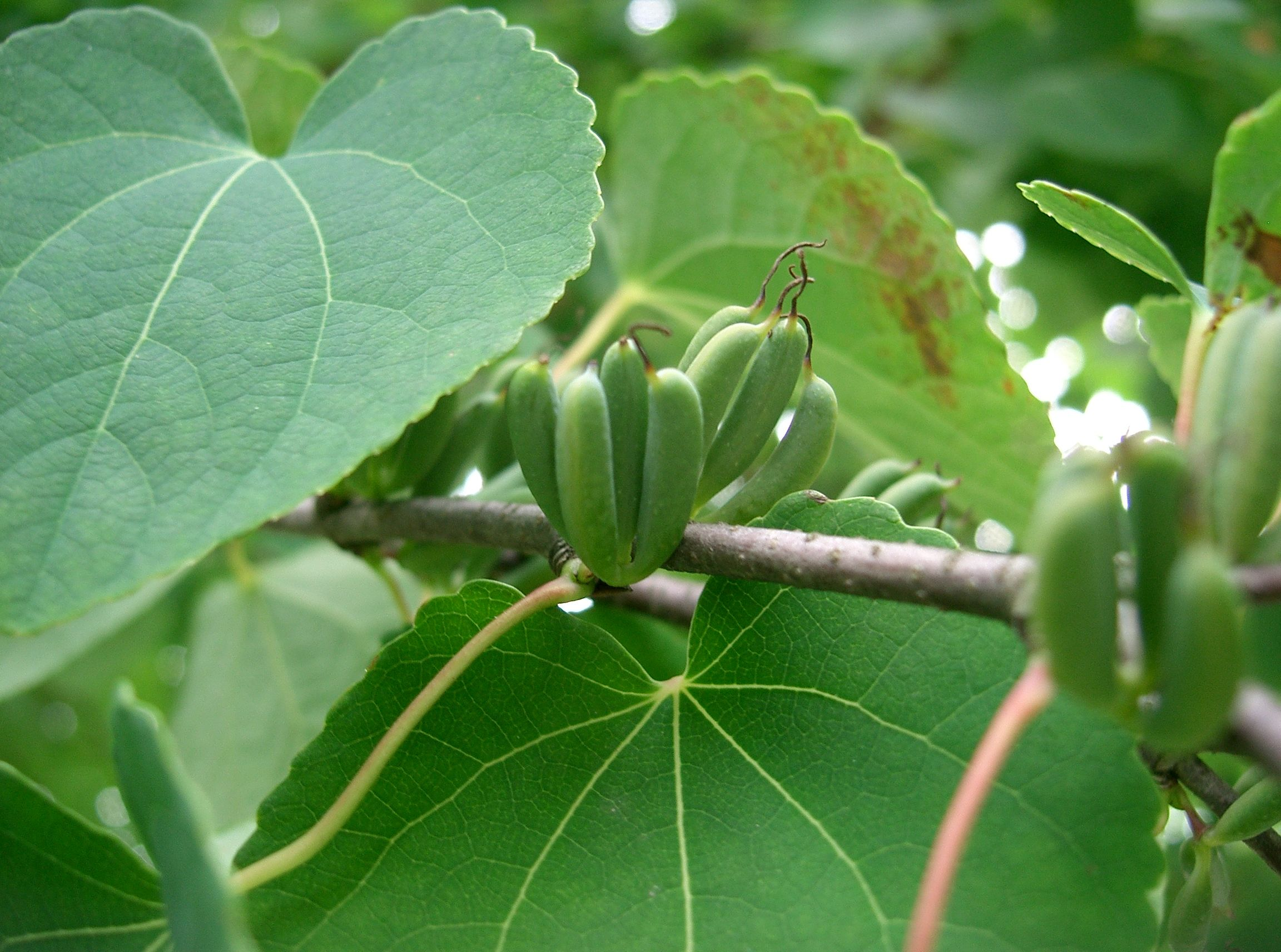
열매